# Linaria badalii
Linaria badalii är en grobladsväxtart som beskrevs av Heinrich Moritz Willkomm. Linaria badalii ingår i släktet sporrar, och familjen grobladsväxter. Utöver nominatformen finns också underarten L. b. glaberrima.